# Коломбьер, Клод де ла
Святой Клод (Клавдий) де ла Коломбьер (фр. Claude de la Colombière, 2 февраля 1641[…], Сен-Симфорьен-д’Озон — 15 февраля 1682[…], Паре-ле-Моньяль, метрополия Франции) — французский иезуит, духовник святой Маргариты Марии Алакок.
Канонизирован папой Иоанном Павлом II в 1992 году.

## Биография
Родился 2 февраля 1641 года в городе Сен-Симфорьен-д’Озон (в то время в Дофине) в семье нотариуса Бертрана де ла Коломбьера и Маргерит Куинды. Учился в иезуитской школе в Лионе, в 1658 году поступил в новициат иезуитов в Авиньоне. Завершив период послушничества, принёс монашеские обеты и следующие пять лет преподавал в школе грамматику и литературу.
Был отправлен в Париж в 1666 году изучать богословие в Клермонском коллеже. Был воспитателем детей Жана-Батиста Кольбера, министра финансов. После завершения учёбы там рукоположен в сан священника и назначен преподавать в своей бывшей школе в Лионе. Затем какое-то время проповедовал на миссиях и получил признание за ясность и продуманность проповедей.
В 1675 году Коломбьер был назначен настоятелем иезуитской общины в Паре-ле-Моньяль, где он также стал духовным наставником монахинь-визитанток из близлежащего монастыря и духовником будущей святой Маргариты Марии Алакок.
В 1676 году его отправили в Англию в качестве духовного наставника для Марии Моденской, в то время герцогини Йоркской, жены будущего короля Англии Якова II. Он поселился при Сент-Джеймсском дворе, но при этом активно проповедовал и исповедовал в Англии, как до того во Франции. Несмотря на многие трудности, он поддерживал переписку с Алакок и продолжал её наставлять.
Рвение Коломбьера и английский климат ослабили его здоровье, а лёгочный недуг сделал его дальнейшее пребывание в стране опасным для жизни. В ноябре 1678 года, ожидая отзыва во Францию, он был внезапно арестован и брошен в тюрьму по обвинению в участии в Папистском заговоре против английского престола, о котором заявил Титус Оутс. Суровые условия в тюрьме окончательно подорвали его и без того слабое здоровье. Благодаря своему положению при королевском дворе и вмешательству короля Франции Людовика XIV он избежал казни, но был выслан из Англии в 1679 году.
Последние два года жизни Коломбьер провёл в Лионе, где был духовным наставником послушников-иезуитов, и в Паре-ле-Моньяль, куда вернулся поправить здоровье. Умер 15 февраля 1682 года в результате сильного лёгочного кровотечения в возрасте 41 года.

## Почитание
Беатифицирован папой Пием XI 16 июня 1929 года, канонизирован папой Иоанном Павлом II 31 мая 1992 года. Его мощи находятся в иезуитской церкви рядом с монастырём визитанток в Паре-ле-Моньяль.
Коломбьер оставил большое количество сочинений; его основные работы были впервые изданы под общим названием Oeuvres du R.P. Claude La Colombière в 1832 году в Авиньоне.
День памяти — 15 февраля.